# Franky (film)
Pour les articles homonymes, voir Franky (série télévisée) et Franky.
Pour plus de détails, voir Fiche technique et Distribution.
Franky (Giant Little Ones) est un film canadien réalisé par Keith Behrman, sorti en 2018.

## Synopsis
Ray Winter quitte sa femme, Carly, pour un homme. Son fils adolescent, Franky, un athlète populaire, refuse alors de lui parler.
Ce dernier fête son anniversaire et son meilleur ami, Ballas Kohl, également membre de son club de natation, lui met la pression pour qu'il couche avec sa petite amie, Priscilla, comme Ballas le fait avec la sienne. Alors qu'ils sont tous les deux saouls, Ballas fait des avances sexuelles à Franky. Terrifié à l'idée d'être outé, Ballas et sa petite amie se mettent alors à répandre la rumeur que c'est Franky qui a fait des avances à Ballas...

## Fiche technique
- Titre français : Franky[1]
- Titre québécois : L'Éveil des géants[2]
- Titre original : Giant Little Ones
- Réalisation : Keith Behrman
- Scénario : Keith Behrman
- Musique : Michael Brook
- Photographie : Guy Godfree
- Montage : Sandy Pereira
- Production : Allison Black
- Société de production : Euclid 431 Pictures, Sugar Shack Productions, Storyboard Entertainment, Scythia Films et Vigilante Productions
- Société de distribution : Mongrel Media (Canada), Vertical Entertainment (États-Unis)
- Pays :  Canada
- Genre : Drame
- Durée : 93 minutes
- Dates de sortie : 
  -  Canada : 9 septembre 2018 (Festival international du film de Toronto), 29 mars 2019

## Distribution
- Josh Wiggins (en) : Franky Winter
- Darren Mann : Ballas Kohl
- Taylor Hickson (VQ : Elisabeth Forest) : Natasha Kohl
- Maria Bello (VQ : Nathalie Coupal) : Carly Winter
- Kyle MacLachlan (VQ : Daniel Picard) : Ray Winter
- Niamh Wilson : Mouse
- Hailey Kittle : Priscilla
- Peter Outerbridge (VQ : Tristan Harvey) : Nic Kohl
- Stephanie Moore (en) : Angie Kohl
- Kiana Madeira : Jess
- Olivia Scriven : Deanne Winter
- Evan Marsh : Connor
- Carson MacCormac : Michael
- Jeff Clarke : le coach Klassen
- Cory Lee : Mlle. Soo

 Source : version québécoise (VQ) sur Doublage.qc.ca

## Accueil
Le film a reçu un accueil plutôt favorable de la critique. Il obtient un score moyen de 67 % sur Metacritic.